# Bronwyn Katz
Bronwyn Katz, née en 1993 à Kimberley, est une sculptrice et artiste visuelle sud-africaine. Elle est membre fondatrice du collectif iQhiya, un réseau de jeunes femmes artistes noires basé au Cap et à Johannesbourg,,,,.

## Biographie

### Jeunesse et formation
Katz est née en 1993 à Kimberley. Elle fréquente l'université du Cap, en Afrique du Sud, et obtient son diplôme en 2015 avec un BFA. Elle reçoit le prix Simon-Gerson de l'université du Cap,.

### Carrière
Les œuvres de Katz intègrent la sculpture, l’installation, la vidéo et la performance. En utilisant le concept de terre comme dépositaire de la mémoire, ses œuvres reflètent la notion de lieu ou d'espace comme expérience vécue et donc la capacité de la terre à se souvenir et à communiquer la mémoire de son occupation. En 2016, son exposition personnelle intitulée Groenpunt a lieu à Blank Projects au Cap,,,.

### Vie privée
Katz vit et travaille à Johannesburg,.

## Expositions
Katz a tenu cinq expositions personnelles et a participé à plusieurs expositions collectives, notamment,,,,,, :
- 12e Biennale Dak'Art au Sénégal (2016) ;
- Le jour qui vient – Galerie des Galeries à Paris (2017) ;
- Tell Freedom – Kunsthal KAdE à Amersfoort (2018) ;
- Sculpture – Institut d’art contemporain de l'océan Indien à Port-Louis (2018) ;
- A Silent Line, Lives Here – Palais de Tokyo à Paris (2018)[10],[11] ;
- Salvaged Letter – Peres Projects à Berlin (2019)[6] ;
- Blank Projects au Cap (2019) ;
- Là où les eaux se mêlent – Biennale d'art contemporain de Lyon (2019) ;
- The Empathy Lab – Galerie Jessica Silverman à San Francisco (2019) ;
- Material Insanity – Musée d'Art contemporain africain Al-Maaden à Marrakech (2019) ;
- Road to the Unconscious – Peres Projects à Berlin (2019).

## Résidences
- 2018 : Résidence SAM Art Projects, Paris[8],[10] ;
- 2018 : Résidence CBK Zuidoost, Amersfoort[8] ;
- Résidence NIROX Sculpture Park 2018[8].

## Récompenses
- 2015 : Prix Simon-Gerson décerné à l’université du Cap[1],[8],[7] ;
- 2019 : Prix d’art FNB[2],[3],[4],[9].